# 菊池市立菊之池小学校
菊池市立菊之池小学校（きくちしりつ きくのいけしょうがっこう）は、熊本県菊池市西寺にある公立小学校。

## 沿革
- 1874年（明治7年）2月 - 上西寺照巌寺に開校する。
- 1883年（明治16年）5月 - 長田支校・野間口支校・田端支校を西寺小学校へ統合する。
- 1886年（明治19年）5月 - 長田支校を統合する。
- 1892年（明治25年）4月 - 菊之池尋常小学校と改称する。
- 1914年（大正3年）4月 - 菊之池尋常高等小学校と改称する。
- 1941年（昭和16年）4月 - 菊之池国民学校と改称する。
- 1947年（昭和22年）4月 - 菊池村立菊之池小学校と改称する。
- 1956年（昭和31年）9月1日 - 菊池町立菊之池小学校と改称する。
- 1958年（昭和33年）8月1日 - 菊池市立菊之池小学校と改称する。

## 歴代校長
- 冨永泰寛　(2023年～)

## クラブ活動
- 運動部

- 文化部

## 学校周辺
- 熊本県道53号植木インター菊池線